# Eisai

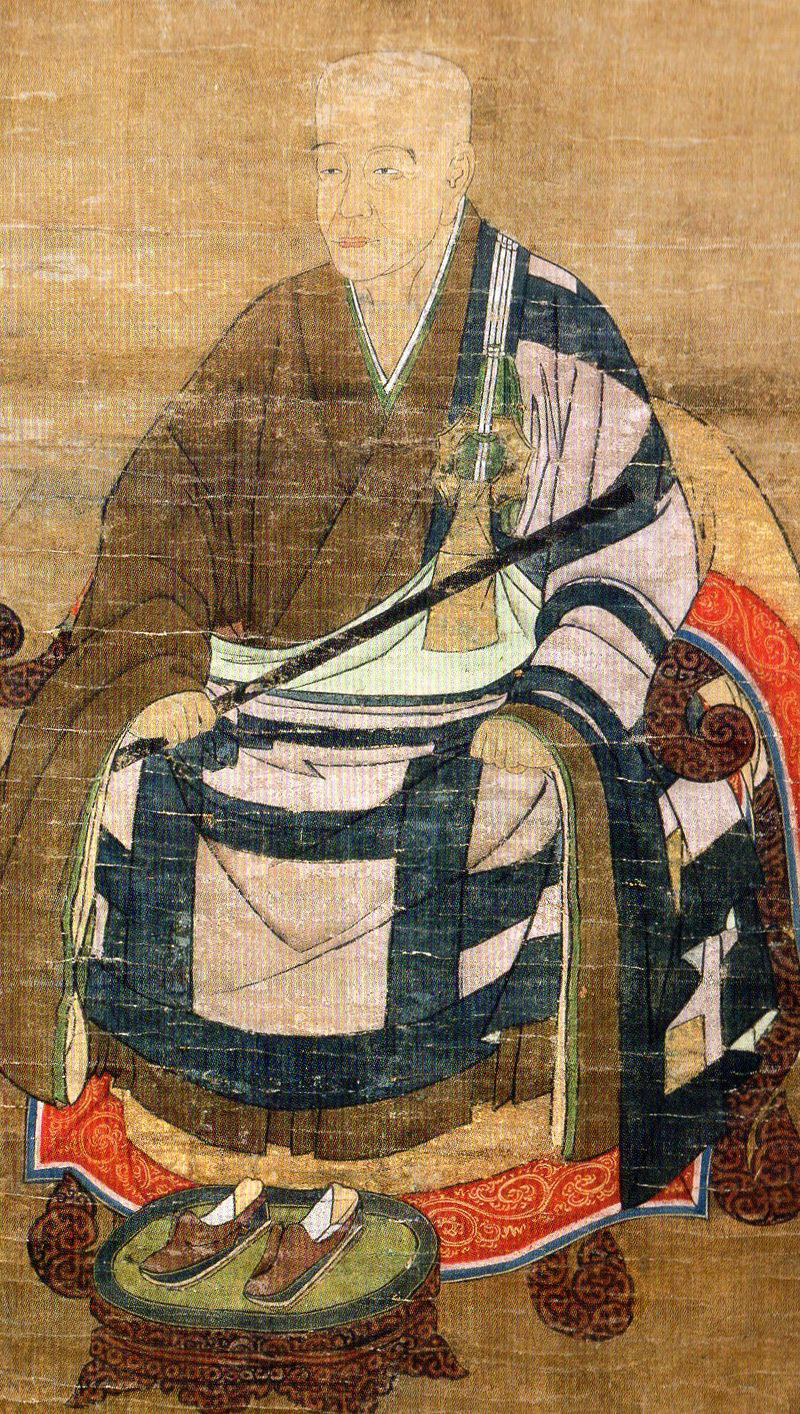
Myōan Eisai, Gründer der Rinzai-Schule des Zen-Buddhismus, 12. Jahrhundert

Myōan Eisai (japanisch 明菴 栄西; Letzteres wahrscheinlich damals Yōsai gelesen; * 20. Tag des 4. Monats, nach westlichem Kalender 27. Mai, im Jahr 1141 in der Provinz Bitchū, heute Okayama; † 5. Tag des 7. Monats, nach westlichem Kalender 1. August, im Jahr 1215 in Kyōto) war ein japanischer buddhistischer Priester, der die Rinzai-Schule des Zen-Buddhismus und den Tee von China nach Japan gebracht hat. Er wird oft einfach als Eisai Zenji (栄西禅師), d. h. Zen-Meister Eisai, bezeichnet.

## Leben
Eisai begann im Alter von elf Jahren sein Studium des Buddhismus unter der Aufsicht des Priesters Jōshin († 1157) im An’yō-Tempel (An’yō-ji) in Okayama. Zwei Jahre später begab er sich zum Tempelberg Hiei (Hiei-zan), dem Zentrum der Tendai-Schule, wo er im Jahr 1154 ordiniert wurde.
Mit den damals verbreiteten Lehren unzufrieden, brach er 1168 zu seiner ersten Reise nach China ins Tiantai-Gebirge auf. Dort lernte er den Buddhismus der Chan-Schule kennen, der in Japan später als Zen bekannt wurde. Diese Reise dauerte nur ein halbes Jahr, doch zog er 1187 erneut nach China und wurde ein Schüler des Chan-Patriarchen Xuan Huaichang (jap. Koan Ejō).
Nach seiner Ernennung zum Zen-Lehrer (chin. chanshi) und damit der Erlangung der Nachfolge der Dharma-Traditionslinie des Linji kehrte Eisai 1191 mit Schriften und allerlei kulturellen Errungenschaften Chinas, darunter auch Tee-Samen, nach Japan zurück. Zunächst wirkte er in Kyushu und lehrte im Fukuekō-Tempel (Fukuekō-ji) und im Senkō-Tempel (Senkō-ji). Im Jahre 1194 gründete er den Kannō-Tempel (Kannō-ji) in Izumi. Den im folgenden Jahr in Hakata gegründeten Shōfuku-Tempel (Shōfuku-ji) machte er zur ersten Ausbildungsstätte der Zen-Schule in Japan. Dieser wurde auch vom Toba Tenno anerkannt. Danach zog er nach Kyōto.
Dort erhielt er im Jahr 1202 vom Shōgun Minamoto no Yoriie ein Grundstück, um den ersten großen Zen-Tempel der Stadt, den Kennin-Tempel zu bauen. Eisai verstand sich wahrscheinlich zeit seines Lebens als Tendai-Mönch und versuchte nicht, Rinzai als eigene Schule (japanisch 宗, shū) zu etablieren. Dies hätte unverzüglich Sanktionen der mächtigen Tendai- und Shingon-Tempel nach sich gezogen. Er wollte den Tendai-Buddhismus reformieren, indem er besonders die Mönchsregeln des chinesischen Chan betonte. Im Kennin-Tempel praktizierte er nicht nur Meditationsübungen des Chan, sondern auch solche der Tendai-Schule sowie esoterische Rituale der Shingon-Schule.
1199 verließ Eisai Kyōto, um in das nordöstliche Kamakura zu ziehen, dem faktischen Machtzentrum während der Kamakura-Zeit. Hōjō Masako, die einflussreiche Witwe des Minamoto no Yoritomo, erlaubte ihm die Gründung des Jufuku-Tempels (Jufuku-ji), Kamakuras erstem Zen-Zentrum. Die Rinzai-Schule erlebte bald eine enge Bindung an die Shōgunats-Regierung und den Kriegeradel. Gründe dafür waren jedoch nicht, dass Eisais Lehren Kampfkunst-orientiert gewesen wären, sondern seine Strenge. Dazu kam die Rolle, die die Rinzai-Mönche in der Vermittlung der chinesischen Kultur spielten. Zugleich entstand mit der Protektion dieser Schule ein Gegengewicht zu den bereits etablierten Schulen des Tendai- und Shingon-Buddhismus, die durch ihre Ländereien und Mönchskrieger (sōhei) zu mächtigen Mitspielern aufgestiegen waren.
Eisai starb 1215 im Alter von 75 Jahren. Sein Schüler Myōzen war ein Lehrer von Dōgen. Die beiden reisten zusammen nach China, wo Myōzen starb. Dōgen gilt als erster Patriarch der Sōtō-Schule des Zen-Buddhismus in Japan.